# Washington Spirit
Il Washington Spirit è una squadra professionistica statunitense di calcio femminile con sede nell'area metropolitana di Washington. Fondata nel 2012, la squadra milita nella National Women's Soccer League (NWSL), massima serie del campionato femminile statunitense, che ha vinto per una volta, nel 2021. Gioca le partite casalinghe presso l'Audi Field di Washington.

## Storia
Quando il 21 novembre 2012 venne annunciata la nascita della National Women's Soccer League (NWSL), Washington venne inserita nell'elenco delle otto città che avrebbero ospitato le squadre partecipanti alla prima stagione. Il nome della squadra, Washington Spirit, venne annunciato l'11 dicembre successivo e lo stemma venne presentato contestualmente. La proprietà della franchigia era la stessa del D.C. United Women, che aveva giocato nella USL W-League nelle due passate edizioni. Il Maryland SoccerPlex a Germantown venne indicato come campo da gioco, Mike Jorden, già allenatore del D.C. United Women, venne nominato allenatore della squadra, mentre una squadra riserve venne iscritta alla USL W-League. Tra le prime calciatrici a far parte della rosa c'erano le statunitensi Ashlyn Harris, Ali Krieger e Lori Lindsey, le canadesi Robyn Gayle e Diana Matheson, arrivate l'11 gennaio 2013 col processo di allocazione delle nazionali effettuato dalla NWSL.
Nella stagione inaugurale della NWSL la squadra non riuscì ad ottenere risultati soddisfacenti, tanto che dopo l'undicesima giornata e alla quinta sconfitta consecutiva Jorden venne esonerato e il suo posto venne affidato a Mark Parsons. Le prestazioni non migliorarono in maniera significativa e la squadra concluse la stagione regolare all'ottavo ed ultimo posto in classifica. In vista della stagione 2014 la squadra venne rinnovata e, anche grazie alle reti di Jodie Taylor, concluse al quarto posto, a pari punti col Chicago Red Stars, accedendo ai play-off per i migliori risultati negli scontri diretti. Ai play-off venne eliminata in semifinale dal Seattle Reign. La stagione 2015 ebbe lo stesso epilogo della precedente, ossia la squadra concluse al quarto posto in classifica e perse la semifinale dei play-off contro il Seattle Reign. Al termine della stagione Crystal Dunn venne premiata come migliore giocatrice e come migliore marcatrice del torneo.

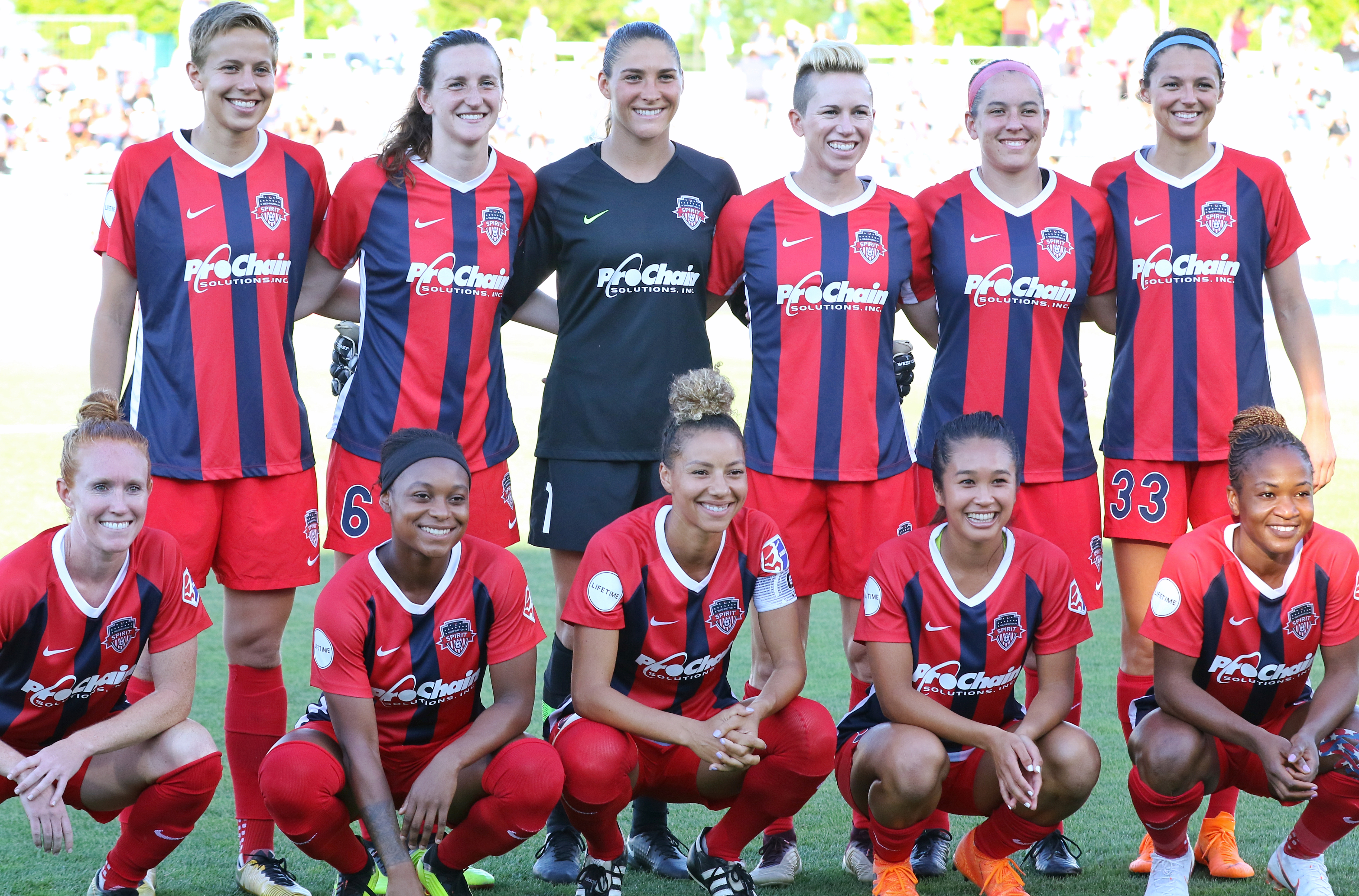
La formazione del Washington Spirit nel giugno 2018.

Nel 2016 il Washington Spirit, guidato da James Gabarra come nuovo allenatore al posto di Mark Parsons, rimase in testa alla classifica di NWSL in due periodi. Perdendo le ultime due giornate della stagione regolare, scese al secondo posto, superato dal Portland Thorns, e mancando l'occasione di vincere il NWSL Shield. Ai play-off batté il Chicago Red Stars dopo i tempi supplementari, per poi perdere la finale per il titolo contro il Western NY Flash dopo i tiri di rigore e dopo aver subito il pareggio nei minuti di recupero del secondo tempo supplementare. Nella stagione successiva la squadra venne notevolmente rinnovata dopo la partenza delle calciatrici chiave, come Ali Krieger, capitano della squadra, Diana Matheson e Crystal Dunn. Il campionato di NWSL venne poi chiuso all'ultimo posto in classifica. Nel 2018 la squadra concluse all'ottavo e penultimo posto in classifica con due sole vittorie e con una striscia di dieci sconfitte consecutive nella seconda parte di stagione. A fine anno, Bill Lynch, il principale investitore nelle quote della franchigia sin dalla sua nascita, cedette la maggioranza delle quote a Steve Baldwin. Nel 2019 le prestazioni della squadra, guidata dal nuovo allenatore Richie Burke e rinforzata dall'arrivo di nuove calciatrici, migliorarono, arrivando a concludere al quinto posto in classifica, mancando l'accesso ai play-off.
La stagione 2020 di NWSL venne cancellata a causa della pandemia di COVID-19 e sostituita dalla prima edizione della NWSL Challenge Cup a luglio e con una Fall Series, disputata in autunno. Nella NWSL 2021 la squadra concluse la stagione regolare al terzo posto, accedendo ai play-off per il titolo. Dopo aver battuto il North Carolina Courage nei quarti di finale dei play-off e l'OL Reign in semifinale, raggiunse la finale per la seconda volta. Superando il Chicago Red Stars dopo i tempi supplementari, lo Spirit vinse il campionato NWSL per la prima volta. Questo successo arrivò in un'annata turbolenta, durante la quale la squadra aveva dovuto rinunciare a due partite di campionato per aver violato i protocolli sanitari legati alla pandemia di COVID-19, mentre a settembre l'allenatore Burke era stato licenziato per violazione delle regole anti-molestie della NWSL. Questo licenziamento rientrava nelle conseguenze di uno scandalo che colpì l'intera NWSL a inizio ottobre 2021, dopo che il sito web The Athletic aveva pubblicato un'inchiesta nella quale Paul Riley, allenatore del North Carolina Courage, veniva accusato di coercizione sessuale e di commenti inappropriati sulla forma fisica e l'orientamento sessuale delle calciatrici delle squadre che aveva allenato nei precedenti dieci anni. Seguirono una serie di azioni da parte della NWSL e di investigazioni che si allargarono anche ad altri club, incluso il Washington Spirit e il suo allenatore Burke. Dopo il licenziamento di Burke, l'amministratore delegato Baldwin venne accusato di nepotismo e di comportamento ritorsivo. A metà ottobre 2021 Baldwin comunicò l'intenzione di vendere le sue quote della società, e il 30 marzo 2022 venne annunciato che Michele Kang aveva rilevato le quote di Baldwin e di Lynch, divenendo la proprietaria della maggioranza delle quote del Washington Spirit.

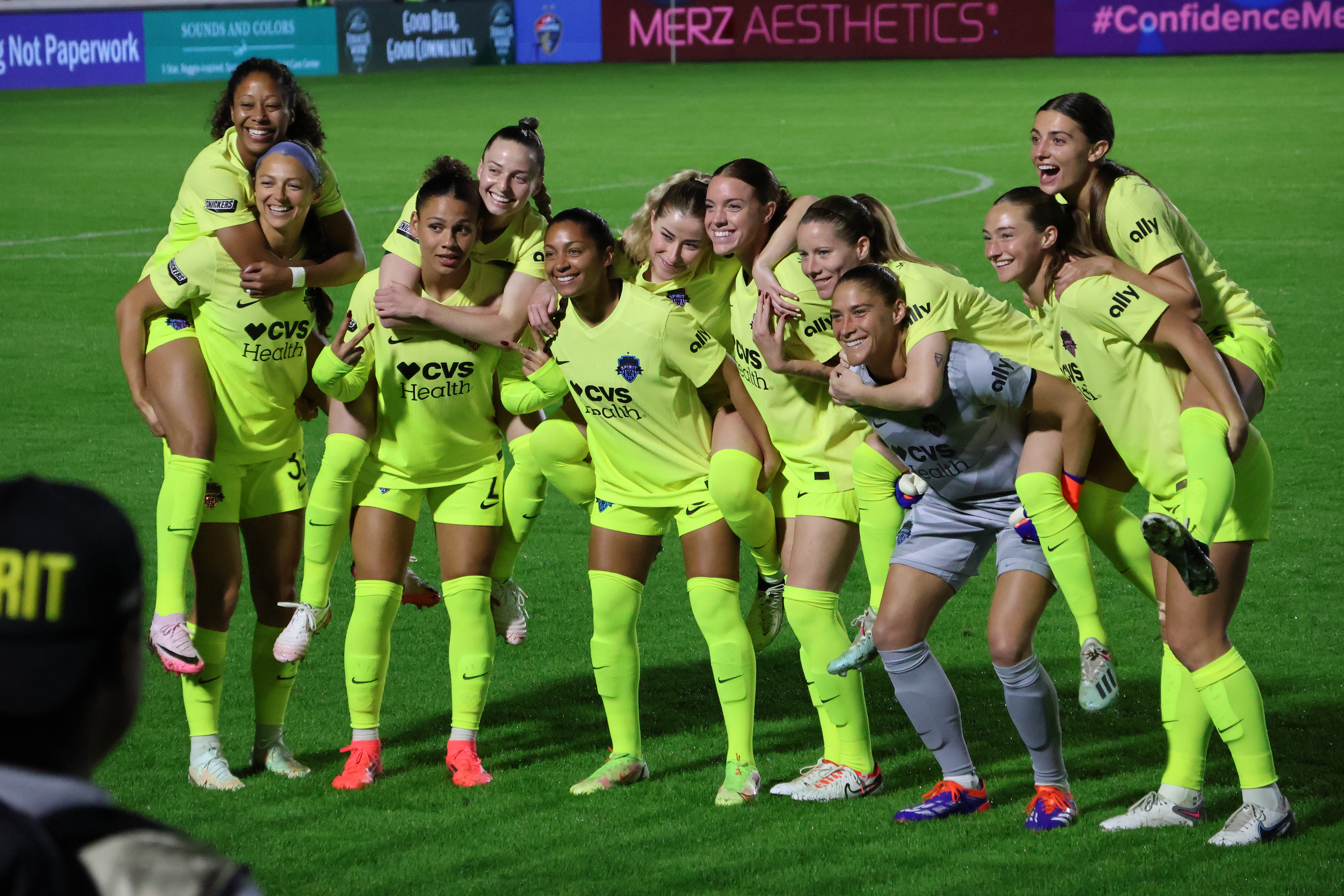
Giocatrici dello Spirit dopo la vittoria nell'ultima partita della stagione regolare di NWSL 2024.

Dopo il successo del 2021, la squadra concluse l'annata 2022 all'undicesimo e penultimo posto in classifica, mentre nel 2023 si classificò all'ottavo posto. Nel 2024 la squadra venne rinnovata e lo spagnolo Jonatan Giráldez venne nominato nuovo allenatore. Nel corso della stagione regolare di 2024 lo Spirit mantenne le posizioni di vertice sin dalle prime giornate, concludendo in seconda posizione. Ai play-off sconfisse prima ai quarti di finale il Bay FC dopo i tempi supplementari e poi in semifinale il NJ/NY Gotham dopo i tiri di rigore. Nella finale, disputata al CPKC Stadium di Kansas City, lo Spirit venne battuto dall'Orlando Pride.
Il 7 marzo 2025 ha vinto il suo secondo trofeo, la NWSL Challenge Cup, battendo l'Orlando Pride ai tiri di rigore, dopo che i tempi regolamentari si erano chiusi in parità.

## Colori e simboli

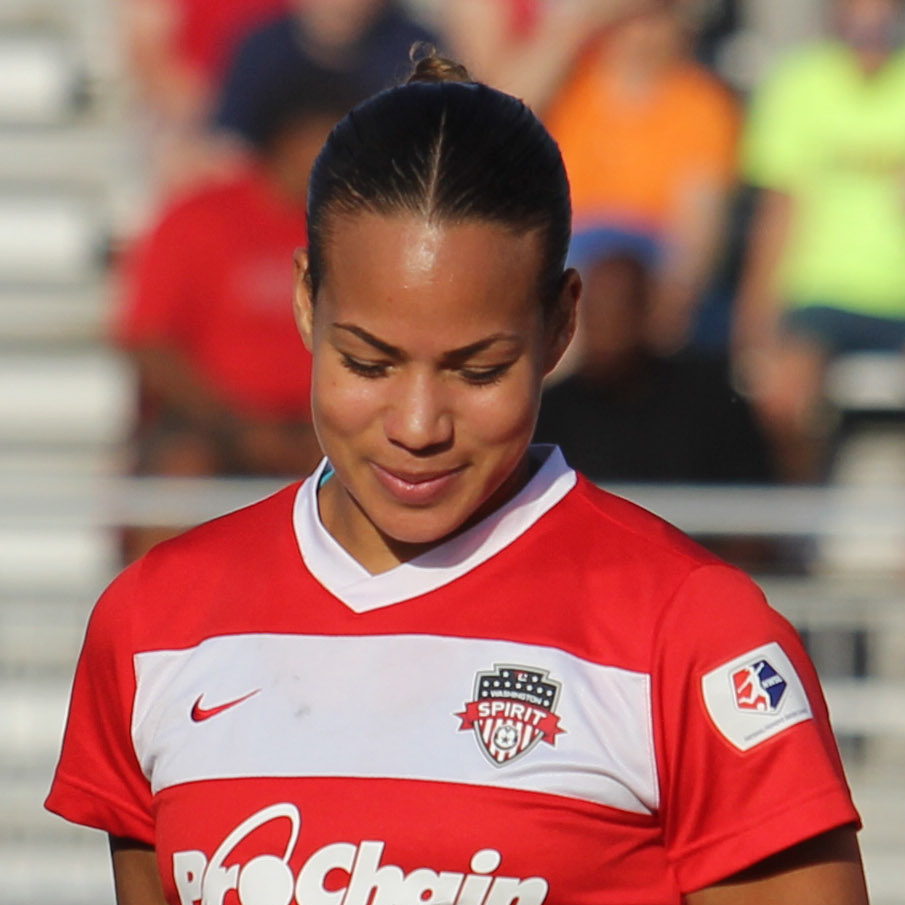
Toni Pressley con la divisa principale della stagione 2013, dove campeggia lo stemma originario del club.

Il 30 gennaio 2013 vennero presentati lo stemma e i colori del club. Rispetto a quanto mostrato poche settimane prima quando venne rivelato il nome della franchigia, la forma dello stemma venne modificata per assomigliare ad una torcia e venne aggiunta la scritta "Washington" sopra la striscia rossa contenente la parola "Spirit". Le undici stelle vennero disposte come una corona attorno alla scritta "Washington" e contenenti la stilizzazione di "DC" (riferito a Distretto di Columbia). Il pallone nella parte inferiore contiene una stella che richiamava il contributo dei tifosi, mentre l'iniziale blu reale venne mutato in blu marino.
All'inizio del 2023 venne avviato un processo di rebranding, che portò ad un rinnovamento dei colori sociali, che divennero il nero e il bianco, sia sullo stemma che sulle tenute da gioco.

## Palmarès
- National Women's Soccer League: 1

2021
- NWSL Challenge Cup: 1

2025

## Statistiche

### Partecipazione ai campionati
| Livello | Categoria                      | Partecipazioni | Debutto | Ultima stagione | Totale |
| ------- | ------------------------------ | -------------- | ------- | --------------- | ------ |
| 1º      | National Women's Soccer League | 13             | 2013    | 2025            | 13     |

### Partecipazione alle coppe
| Competizione       | Partecipazioni | Debutto | Ultima stagione | Totale |
| ------------------ | -------------- | ------- | --------------- | ------ |
| NWSL Challenge Cup | 5              | 2020    | 2025            | 5      |

## Organico

### Rosa 2022
Rosa, ruoli e numeri di maglia aggiornati al 23 giugno 2022.
| N. |                        | Ruolo | Calciatrice      |
| -- | ---------------------- | ----- | ---------------- |
| 1  | Stati Uniti (bandiera) | P     | Aubrey Kingsbury |
| 2  | Stati Uniti (bandiera) | A     | Trinity Rodman   |
| 3  | Stati Uniti (bandiera) | D     | Sam Staab        |
| 4  | Messico (bandiera)     | D     | Karina Rodríguez |
| 5  | Stati Uniti (bandiera) | D     | Kelley O'Hara    |
| 6  | Stati Uniti (bandiera) | D     | Emily Sonnett    |
| 7  | Stati Uniti (bandiera) | C     | Taylor Aylmer    |
| 8  | Stati Uniti (bandiera) | A     | Averie Collins   |
| 9  | Stati Uniti (bandiera) | A     | Tara McKeown     |
| 10 | Stati Uniti (bandiera) | A     | Ashley Sanchez   |
| 11 | Stati Uniti (bandiera) | C     | Jordan Baggett   |
| 12 | Stati Uniti (bandiera) | C     | Andi Sullivan    |
| 13 | Stati Uniti (bandiera) | A     | Bayley Feist     |
| 16 | Svezia (bandiera)      | C     | Julia Roddar     |

| N. |                        | Ruolo | Calciatrice      |
| -- | ---------------------- | ----- | ---------------- |
| 17 | Inghilterra (bandiera) | A     | Tinaya Alexander |
| 18 | Canada (bandiera)      | P     | Devon Kerr       |
| 19 | Stati Uniti (bandiera) | C     | Dorian Bailey    |
| 20 | Stati Uniti (bandiera) | D     | Gaby Vincent     |
| 21 | Stati Uniti (bandiera) | C     | Anna Heilferty   |
| 22 | Stati Uniti (bandiera) | D     | Amber Brooks     |
| 23 | Stati Uniti (bandiera) | D     | Tori Huster      |
| 24 | Stati Uniti (bandiera) | D     | Alia Martin      |
| 25 | Stati Uniti (bandiera) | C     | Marissa Sheva    |
| 27 | Stati Uniti (bandiera) | A     | Audrey Harding   |
| 28 | Stati Uniti (bandiera) | P     | Nicole Barnhart  |
| 29 | Stati Uniti (bandiera) | C     | Maddie Elwell    |
| 30 | Stati Uniti (bandiera) | D     | Camryn Biegalski |
| 33 | Stati Uniti (bandiera) | A     | Ashley Hatch     |

### Rosa 2021
Rosa, ruoli e numeri di maglia aggiornati al 15 maggio 2021.
| N. |                        | Ruolo | Calciatrice    |
| -- | ---------------------- | ----- | -------------- |
| 1  | Stati Uniti (bandiera) | P     | Aubrey Bledsoe |
| 2  | Stati Uniti (bandiera) | A     | Trinity Rodman |
| 3  | Stati Uniti (bandiera) | D     | Sam Staab      |
| 5  | Stati Uniti (bandiera) | D     | Kelley O'Hara  |
| 6  | Stati Uniti (bandiera) | D     | Emily Sonnett  |
| 7  | Giappone (bandiera)    | C     | Saori Takarada |
| 8  | Stati Uniti (bandiera) | A     | Averie Collins |
| 9  | Stati Uniti (bandiera) | D     | Tegan McGrady  |
| 10 | Stati Uniti (bandiera) | A     | Ashley Sanchez |
| 11 | Stati Uniti (bandiera) | C     | Jordan DiBiasi |
| 12 | Stati Uniti (bandiera) | C     | Andi Sullivan  |
| 13 | Stati Uniti (bandiera) | A     | Bayley Feist   |
| 14 | Stati Uniti (bandiera) | D     | Paige Nielsen  |

| N. |                        | Ruolo | Calciatrice        |
| -- | ---------------------- | ----- | ------------------ |
| 16 | Svezia (bandiera)      | C     | Julia Roddar       |
| 17 | Giappone (bandiera)    | A     | Kumi Yokoyama      |
| 18 | Canada (bandiera)      | P     | Devon Kerr         |
| 19 | Stati Uniti (bandiera) | C     | Dorian Bailey      |
| 20 | Venezuela (bandiera)   | A     | Mariana Speckmaier |
| 21 | Stati Uniti (bandiera) | C     | Anna Heilferty     |
| 23 | Stati Uniti (bandiera) | D     | Tori Huster        |
| 24 | Giamaica (bandiera)    | C     | Chinyelu Asher     |
| 25 | Messico (bandiera)     | D     | Karina Rodríguez   |
| 27 | Stati Uniti (bandiera) | A     | Tara McKeown       |
| 30 | Stati Uniti (bandiera) | D     | Camryn Biegalski   |
| 31 | Giamaica (bandiera)    | P     | Sydney Schneider   |
| 33 | Stati Uniti (bandiera) | A     | Ashley Hatch       |

### Rosa 2019
| N. |                        | Ruolo | Calciatrice             |
| -- | ---------------------- | ----- | ----------------------- |
| 1  | Stati Uniti (bandiera) | P     | Aubrey Bledsoe          |
| 2  | Stati Uniti (bandiera) | A     | Arielle Ship            |
| 3  | Stati Uniti (bandiera) | D     | Sam Staab               |
| 4  | Stati Uniti (bandiera) | C     | Jordan DiBiasi          |
| 5  | Stati Uniti (bandiera) | D     | Megan Crosson           |
| 6  | Australia (bandiera)   | C     | Chloe Logarzo           |
| 7  | Australia (bandiera)   | D     | Amy Harrison            |
| 8  | Stati Uniti (bandiera) | C     | Meggie Dougherty Howard |
| 9  | Stati Uniti (bandiera) | D     | Tegan McGrady           |
| 10 | Stati Uniti (bandiera) | C     | Rose Lavelle            |
| 11 | Stati Uniti (bandiera) | A     | Mallory Pugh            |
| 12 | Stati Uniti (bandiera) | C     | Andi Sullivan           |
| 13 | Stati Uniti (bandiera) | C     | Bayley Feist            |

| N. |                        | Ruolo | Calciatrice         |
| -- | ---------------------- | ----- | ------------------- |
| 14 | Stati Uniti (bandiera) | D     | Paige Nielsen       |
| 16 | Stati Uniti (bandiera) | A     | Tiffany McCarty     |
| 17 | Stati Uniti (bandiera) | A     | Cali Farquharson    |
| 18 | Stati Uniti (bandiera) | C     | Mackenzie Berryhill |
| 19 | Stati Uniti (bandiera) | C     | Dorian Bailey       |
| 20 | Giamaica (bandiera)    | A     | Cheyna Matthews     |
| 21 | Stati Uniti (bandiera) | P     | Sammy Jo Prudhomme  |
| 22 | Stati Uniti (bandiera) | D     | Mallory Eubanks     |
| 23 | Stati Uniti (bandiera) | C     | Tori Huster         |
| 24 | Stati Uniti (bandiera) | C     | Carlin Hudson       |
| 30 | Stati Uniti (bandiera) | P     | Shea Yanez          |
| 31 | Stati Uniti (bandiera) | A     | Crystal Thomas      |
| 33 | Stati Uniti (bandiera) | A     | Ashley Hatch        |